# Комеліна звичайна
Комеліна звичайна (Commelina communis) — вид рослин із родини комелінових (Commelinaceae), зростає на сході Азії.

## Опис
Це однорічна трава. Стебла повзучі, численно розгалужені, до 1 м, голі проксимально, запушені дистально. Листові пластини від ланцетних до яйцювато-ланцетних, 3–9 × 1.5–2 мм, голі. Чашолистки ≈ 5 мм, перетинчасті. Пелюстки темно-сині, 9–10 мм, крім проксимальних, ≈ 5 мм. Плоди еліпсоїдні, 5–7 мм, 2-клапанні. Насіння 2 на клапан, коричнево-жовте, напівеліпсоїдне, 2–3 мм, плоске на 1 поверхні.

## Поширення
Зростає на сході Азії: Китай, Камбоджа, Японія, Корея, Тайвань, Лаос, Росія, Таїланд, В'єтнам; інтродукований до Європи й Північної Америки.
В Україні росте на засмічених місцях в тінистих і вологих місцях проживання, іноді засмічує посіви й городи — спорадично в Закарпатській, Житомирській, Київській, Черкаській, Вінницькій областях.

## Галерея

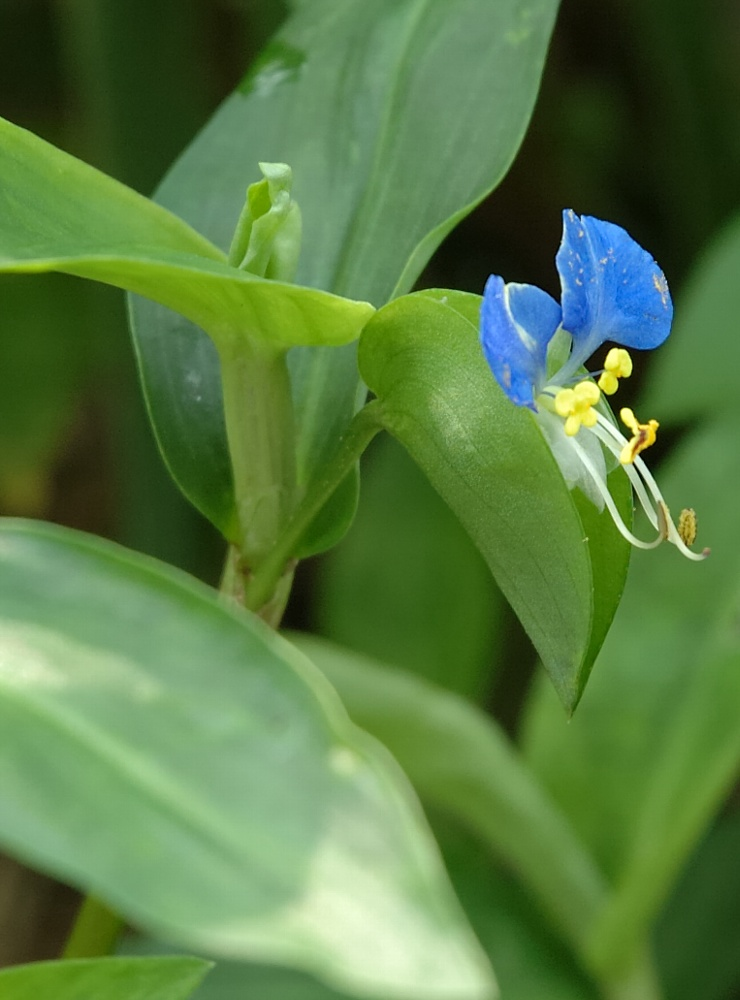
стеблина з квітками
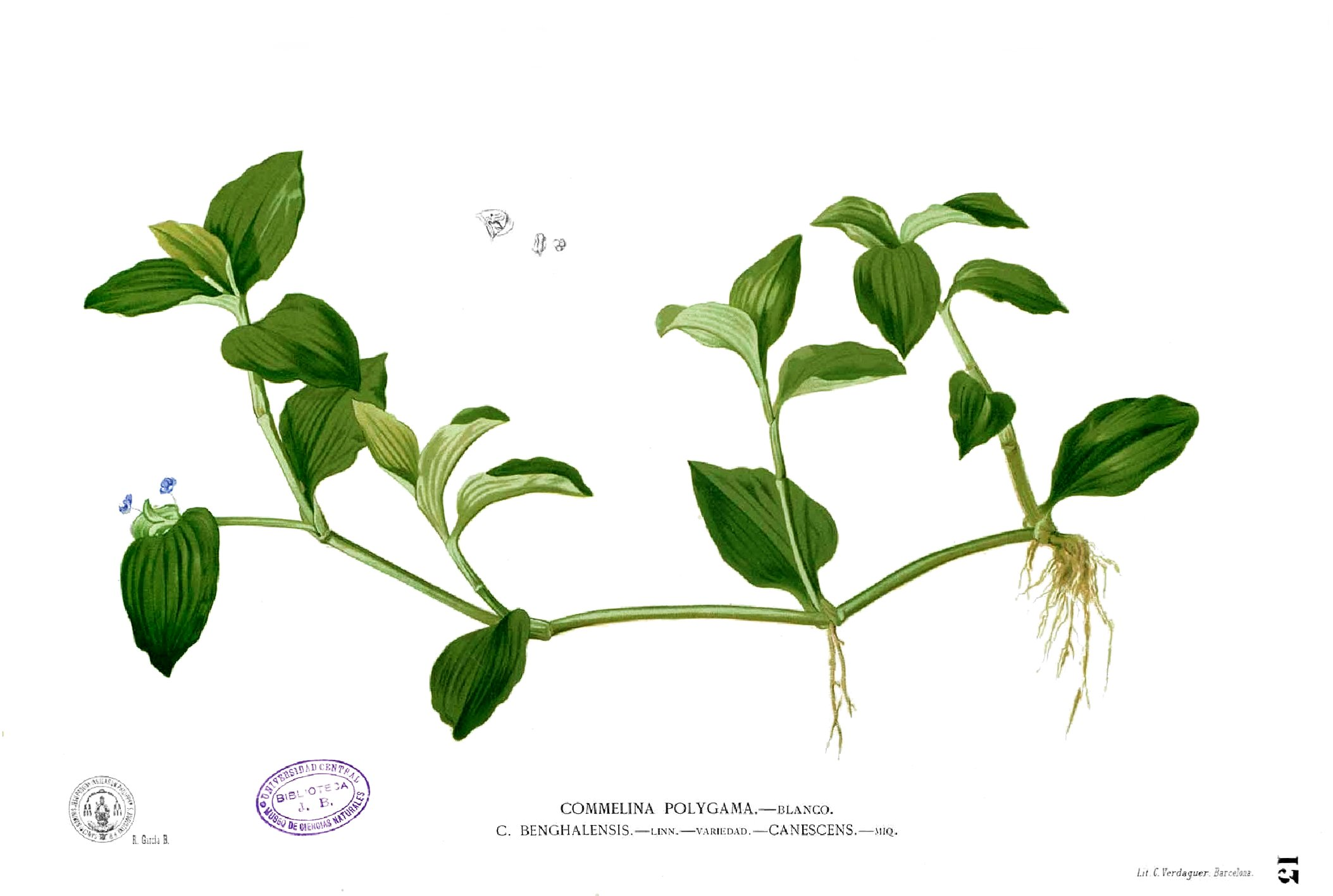
ілюстрація